# Il giorno del giudizio (DC Comics)
Il giorno del giudizio (Day of Judgment) è una miniserie a fumetti crossover della DC Comics pubblicato nel 1999, scritto da J.M. DeMatteis e Geoff Johns e disegnato da Matthew Dow Smith e Mark Pajarillo.
Questa storia ha forti legami con un altro crossover di qualche anno prima, The Final Night (1996), per quanto riguarda gli sviluppi del personaggio di Hal Jordan/Lanterna verde. Nella precedente storia infatti Jordan (che già da tempo era impazzito in seguito alla distruzione di Coast City ed aveva assorbito in sé tutto il potere della Batteria del potere centrale, uccidendo l'intero Corpo delle Lanterne Verdi e trasformandosi nella potentissima entità chiamata Parallax) era rinsavito dagli orrori che avevano sconvolto la sua esistenza e, in un attimo di disperata lucidità, si era sacrificato, gettandosi al centro del Sole morente e riattivandolo lasciando detonare tutta l'energia verde della forza di volontà che conteneva.
La particolarità di questo crossover sta nella scelta dei suoi autori di presentare come protagonisti personaggi assolutamente secondari del panorama narrativo DC (cifra stilistica che ha sempre caratterizzato uno dei suoi autori, Geoff Johns), in particolare quelli i cui poteri hanno origine magica. Di fondamentale importanza è anche la figura de Lo Spettro.

## Trama

### Prologo
La serie ha forti connessioni con un breve ciclo di storie scritte da Grant Morrison durante la sua lunga gestione delle testate dedicate alla JLA. In questo ciclo di storie un angelo del paradiso, Zauriel, rinunciò alla sua immortalità per amore e finì sulla Terra. Ma questi custodiva un pericoloso segreto, uno degli angeli più potenti del paradiso, Asmodel, pianificava di sovvertire l'ordine divino. Conscio del fatto che Zauriel era a conoscenza delle sue macchinazioni, Asmodel scese sulla terra per ucciderlo, ma l'intera JLA lo sconfisse. Questo angelo rinnegato venne giudicato ed abbandonato nelle mani di uno dei signori dell'inferno, Neron. Da allora Zauriel rimase sulla terra ricoprendo il ruolo di vero e proprio supereroe.

### Il Giorno del Giudizio

#### L'evocazione
Asmodel, l'angelo rinnegato che tentò di sovvertire l'ordine divino, è imprigionato all'inferno, mentre il suo carceriere, il signore infernale Neron, lo sottopone ad ogni tipo di orrenda tortura. In questa prigionia senza luce, Asmodel riceve la visita del demone Etrigan. Questi ha un piano per far cadere il paradiso e scatenare il giorno del giudizio sulla Terra. L'entità più potente dell'universo, Lo Spettro, che incarna in sé l'ira di Dio e che trae da essa poteri illimitati, per la prima volta dopo secoli, vaga nell'universo priva di un corpo ospite. Etrigan la richiama e con una potentissima magia fa in modo che essa si leghi nientemeno che ad Asmodel. Ora Asmodel è il nuovo Spettro e ha i poteri della furia divina. Con essi gela le profondità infernali, assorbendo in sé le fiamme e il potere demoniaco di quelle profondità e spingendo i suoi immondi abitanti a riversarsi sul dominio più vicino: quello degli uomini. In tutto il mondo i suoli si squarciano ed i cieli si oscurano. Demoni di ogni sorta fuoriescono dalle fiamme infernali ed iniziano un massacro senza sosta. La maga Zatanna avverte il pericolo ed inizia un massiccio reclutamento di esseri magici in giro per il mondo, prevedendo che gli eroi della terra avrebbero fallito contro l'apocalittica minaccia. La previsione si rivela esatta. Tutti gli eroi, dalla JLA alla JSA si lanciano contro Lo Spettro, il quale con i suoi infiniti poteri li abbatte senza difficoltà. Addirittura Superman viene mutato in una statua di sale. I rinforzi però non tardano ad arrivare e Zatanna si palesa con la squadra che ha tempestivamente assoldato: Deadman, lo Straniero Fantasma, Ragman, Raven, il Dottor Occult, Madame Xanadu, Faust (il figlio redento del criminale Felix Faust) ed Alan Scott, la prima Lanterna Verde (che ora si fa chiamare Sentinel) il cui anello autoprodotto funzionava grazie alla magia.

#### Anime perdute
La nuova squadra si dimostra subito efficace. Con una potentissima magia, Madame Xanadu imbottiglia gran parte dei poteri dello Spettro nella sua sfera magica, indebolendolo temporaneamente e costringendolo alla ritirata. Ora gli eroi hanno tempo di organizzare la difesa. Zatanna ripristina il corpo di Superman e subito due cose appaiono urgenti da fare: andare all'inferno per liberarlo dai ghiacci e raggiungere il paradiso per rievocare l'anima di Jim Corrigan, il primo corpo ospite dello Spettro, e convincere le forze divine a farlo tornare sulla Terra perché possa riunirsi all'entità e cacciare da essa Asmodel. Per la missione all'inferno viene immediatamente costituita una squadra composta da Kyle Rayner la nuova Lanterna Verde, Superman, Zatanna, Atomo, Firestorm (i cui poteri nucleari dovrebbero essere in grado di "riaccendere l'inferno"), Incantatrice (una criminale dai potentissimi poteri magici convinta a partecipare con la forza) e Deadman. La discesa all'inferno è resa possibile unicamente dallo squarcio creato nel mondo dall'esodo dei demoni. Una volta lì, trovano i cancelli infernali divelti e difesi da Cerbero che viene sopraffatto dai poteri combinati degli eroi. Nonostante questa vittoria ora gli eroi dovranno solcare lo Stige ma, nonostante il riparo offerto dalla zattera di Caronte, la traversata si rivela più ardua del previsto ed il gruppo finisce per cadere nel mare delle anime. Per quanto riguarda la spedizione al paradiso, la squadra volontaria è formata da Alan Scott (che conosceva bene Corrigan e quindi dovrebbe essere il più adatto per convincerlo a riunirsi con lo spirito della vendetta), Wonder Woman, Supergirl e Mister Miracle. A fare da guida per il viaggio sarà Zauriel in quanto nativo della città celeste. Utilizzando un portale mistico creato da Raven, gli eroi si ritrovano dinnanzi ai bianchi cancelli del paradiso. Sono sigillati come difesa per la guerra che l'inferno potrebbe portare sin da loro, ma come discendente dei Nuovi Dei e maestro della fuga, Mister Miracle riesce a scassinare persino l'entrata al paradiso. Accolti con diffidenza da Michele (il quale però comprende la gravità delle cricostanze che li spingono lì), subito Alan Scott va alla ricerca dei suoi vecchi compagni di squadra defunti che lo salutano con affetto e tra questi trova proprio Jim Corrigan. Questi si rifiuta categoricamente di ritornare prigioniero dello spirito della vendetta, ora la sua ira è placata e vuole vivere in pace l'eternità della morte con la donna da lui amata. Cosa si può fare ora? Devono trovare un'anima che sia disposta a legarsi allo Spettro e Michele suggerisce loro un luogo dove trovarne una: il purgatorio. Intanto sulla terra Lo Spettro ed Etrigan stanno recuperando le forze. Qui lo Straniero Fantasma rivela come Lo Spettro possa essere fermato solo trafiggendolo con la Lancia del Destino (o Lancia di Longino), in orbita però nello spazio profondo. Alan Scott, Zauriel ed il resto del gruppo raggiungono il purgatorio dove trovano le anime di quei supereroi morti nell'ambiguità morale. Appena gli eroi chiedono chi di loro voglia offrirsi volontario per sfuggire da lì ed unirsi allo Spettro, tutti li implorano di essere scelti e salvati. Ma un'anima si erge sulle altre lasciando tutti senza parole: è Hal Jordan, sacrificatosi ne L'Ultima Notte in cerca di redenzione per i crimini commessi come Parallax. Quella potrebbe essere la sua vera e definitiva chance di mondare i propri peccati.

#### Il Gioco delle parti
Sulla Terra gli scontri tra eroi e demoni continuano mentre Capitan Marvel vola nello spazio accompagnato da Starfire per recuperare la Lancia del Destino. Nel purgatorio, gli eroi accettano di dare ad Hal Jordan la sua ultima chance di redenzione, ma gli angeli non permetteranno a dei mortali di liberare un'anima dalla morte, qualche che sia il motivo. Spinti dall'esempio di Jordan, le altre anime del purgatorio appartenute a supereroi si scagliano contro gli angeli creando un diversivo e permettendo a Zauriel di aprire uno squarcio verso la Terra. All'inferno, i membri della squadra sono finiti nello Stige e in queste acque dannate tutti vivono le loro più profonde paure, in un ciclo infinito che alla fine li farà impazzire. Per fortuna vengono salvati da Faust, il quale non ha anima dopo che suo padre, lo stregone folle Felix faust, la vendetta al demone Nebiros in cambio di più poteri. Il gruppo raggiunge il centro dell'inferno e le sue fornaci congelate. ma le bocche dell'inferno non sono incustodite, a farvi la guardia è proprio Nebrios! Sulla terra, Madame Xanadu non riesce più a trattenere nella sua sfera gli immensi poteri dello Spettro che torna ad essere onnipotente. Fortunatamente gli eroi andati in paradiso irrompono sulla scena accompagnati da Hal Jordan. Batman è furioso: come possono tutti loro pensare di affidare ad un folle pluriomicida come lo è stato Jordan i poteri divini dello Spettro? Wonder Woman gli fa capire come non abbiano altra scelta, la forza di volontà di hal Jordan e del suo anello è l'unica abbastanza forte da potersi fondere con Lo Spettro e controllarlo. Ma la situazione è tutt'altro che buona. Asmodel con i suoi poteri distrugge Jordan con un solo gesto della mano.

#### La fine del mondo come lo conosciamo
L'anima di Hal Jordan è stata distrutta, ma una forza magica interviene e la ricompone prima che sia troppo tardi. Opera del Dottor Fate che ha raggiunto il campo di battaglia con tutto il resto della JSA. I maghi della terra usano i loro poteri per ricaricare l'anello di Hal (non è più collegato alla batteria centrale visto che è morto) il quale si scaglia di nuovo contro Lo Spettro carico di potere. Per combatterlo evoca sotto forma di costrutti del suo anello tutti i membri del Corpo delle Lanterne Verdi da lui uccisi, in segno di redenzione. Con questo esercito spirituale, Hal attacca. All'inferno, Nebiros tramortisce Superman con il forcone di Satana di cui si è appropriato. Deadman si avventa sull'eroe per salvarlo, cerca anche di possederne il corpo, ma non ci riesce, come se qualcos'altro lo stesse già possedendo. Firestorm uccide la creatura infernale e fa del suo meglio per riaccendere le fiamme dell'inferno col fuoco generato dal suo corpo, ma la cosa sembra essere impossibile. La morte di Nebiros ha sciolto il contratto fatto anni addietro tra il demone e Felix Faus, per cui Faust riacquisisce la sua anima. È ridotto in lacrime dalla commozione, ma anche dalla tristezza. Sa esattamente cosa deve fare per riaccendere il fuoco infernale. Faust così si avvicina ad Incantatrice, la sgozza e ne getta il corpo nella fucina dell'inferno. Tutto l'inferno si riaccende. Ciò che serviva per renderlo possibile era un atto di pura malvagità. Tanto rapidamente quanto l'aveva riottenuta, Faust perde nuovamente la sua anima e cade nella disperazione. Istantaneamente Lo Spettro perde il potere delle fiamme infernali, ritornate alla loro dimora, ed Hal Jordan riesce a mettere K.O. Lo Spettro, il quale viene finito dalla Lancia del Destino scagliatagli contro da Capitan Marvel di ritorno dallo spazio. La lancia apre uno squarcio nella divina materia di cui è composto Lo Spettro ed ora chiunque può penetrarvi e fondersi con lui. Asmodel viene sconfitto e Lo Spettro non ha più un corpo ospite. Toccherebbe ad Hal fungere da ospite per l'entità e pertanto usa il suo potere per entrare nel corpo dell'entità. Ma qualcosa di incredibile accade. Superman, di ritorno dal suo viaggio, mette K.O. chiunque voglia avvicinarsi allo spirito della vendetta divina. Sarà lui a fondersi con esso e a distruggere il creato. A parlare ovviamente non è Superman. Egli è stato posseduto. Ma da chi?

#### In cerca di un'anima
A possedere il corpo di Superman è Neron, creduto morto per mano di Asmodel. Superman rigetta il demone fuori del suo corpo, ma questi è comunque troppo potente per gli eroi della Terra. Il piano di Neron era proprio quello di lasciare che i terrestri utilizzassero la Lancia di Longino (per lui intoccabile) per aprire uno squarcio nello spettro e permettere anche a lui, un demone, di entrarvi. Se Neron diventasse il nuovo Spettro, l'apocalisse si scatenerebbe su tutto il creato. Ma Neron non ha ancora vinto. All'interno del corpo dello Spettro ci sono anche le anime di Hal Jordan ed Asmodel. Lo spirito della vendetta interroga le anime di coloro che vogliono fondersi con lui per decidere quale sia la più meritevole. Neron si ritiene il più adatto in quanto portatore dell'ira infernale, Asmodel in quanto emblema della vendetta che gli angeli dovrebbero compiere contro un Dio che ha preferito un'umanità imperfetta a loro. Quando è il turno di Hal di parlare egli non ci riesce. Non ritiene di essere degno di un simile potere, lui, un assassino, un peccatore che meriterebbe solo di essere punito. Allora lo spettro sceglie Hal, proprio perché deve essere punito per i suoi peccati ed essere fusi con lo spirito della vendetta divina non è una benedizione di potere, ma una maledizione. Neron ed Asmodel vengono ricacciati all'esterno e ricatturati rispettivamente dall'inferno e dal paradiso ed Hal Jordan diviene il nuovo spettro. L'anima di Jim Corrigan si palesa ad Hal per spiegargli quanto duro sarà il cammino che lo aspetta d'ora in poi, ma anche quanto grandi sono le possibilità che gli si aprono grazie ai suoi nuovi poteri. Allora Hal da un saggio di ciò che può fare, riparando con un solo gesto della mano tutti i danni che l'invasione demoniaca ha causato alle città. Tutti gli eroi osservano la scena attoniti. Hal si innalza in volo illuminato da nuova speranza. Ora forse potrà davvero espiare i suoi peccati e con i suoi poteri ricostruire Coast City e restituire la vita alle persone che l'hanno persa per colpa sua. Intanto all'inferno, Neron viene declassato a demone minore, mentre in paradiso Asmodel viene rinchiuso in un limbo creato apposta per lui.

## Conseguenze
Nonostante le sue illuminate speranze, Hal Jordan non riesce a fare nulla delle meraviglie che sperava di fare grazie ai poteri dello Spettro. Questo perché l'entità porta con sé la maledizione della sua essenza. Jordan sta perdendo lentamente i ricordi, la lucidità, qualunque persona lui incontri avverte i suoi peccati, vive in un mondo senza speranza in cui tutto è male e tutto va punito. Zauriel raggiunge Hal per aiutarlo nel difficile passaggio che la sua nuova natura comporta, ma trova uno Spettro confuso, rabbioso, che non sa come usare i suoi poteri. Hal si trova ancora una volta intrappolato in un guscio di poteri incredibili senza la possibilità di fare il bene che avrebbe sempre voluto fare. E per chi farlo poi? per un mondo che pullula di male ed in cui ogni essere vivente è seguito dalle ombre di peccati inconfessabili? Tutta la JLA interviene per aiutare il loro vecchio amico e fare in modo che la sua instabilità non danneggi nessuno. Ma Lo Spettro non li lascia avvicinare; di ognuno di loro, Lo Spettro proietta le ombre inconsce, i peccati, le oscurità dell'animo. Nessuno di loro sfugge al suo giudizio impietoso, neppure Superman. Fortunatamente Martian Manhunter interviene per fermare tutto questo. Cerca di far ragionare Hal e quando vede che questo non è possibile, decide di portare il suo vecchio amico e tutti i suoi compagni in un viaggio. Connettendosi telepaticamente a tutti loro, J'onn teletrasporta tutto il gruppo... all'inferno. Ma non l'inferno divino, l'inferno personale di qualcuno. Sono nella mente di una persona. Tutto sembra distrutto, pericoloso, creature mortali strisciano da ogni dove e aggrediscono i membri della Lega della Giustizia che più di una volta rischiano di soccombere. Nonostante i dubbi di tutti, J'onn fa proseguire l'intero gruppo nel suo viaggio allucinante. Alla fine, nel punto più buio, devastato ed oscuro di quel mondo apocalittico, J'onn mostra allo Spettro una grotta. Una grotta dove un uomo ed una donna si sono nascosti dall'orrore per vivere la loro vita d'amore l'uno per l'altra insieme. Lo Spettro capisce cosa sta succedendo e con lui anche Batman. Sono nella mente del Joker. J'onn voleva dimostrare che se anche nella mente più distrutta, nell'anima del mostro più immondo dell'umanità, può sopravvivere una scintilla nascosta di luce e purezza, allora il mondo merita di essere salvato. Lo Spettro sa che Hal Jordan non riuscirà mai a riparare ai suoi peccati fintanto che le loro anime saranno legate, ma ora sa che ha avuto ed avrà sempre degli amici incredibili. E con questa consapevolezza, Hal prosegue la sua missione maledetta, illuminato da una nuova speranza, sperando almeno di essere degno del suo nuovo compito.